# Sitno
Sitno este o arie protejată (arie specială de conservare — SAC, sit de importanță comunitară — SCI) din Slovacia întinsă pe o suprafață de 935,56 ha, integral pe uscat.

## Localizare
Centrul sitului Sitno este situat la coordonatele 48°23′42″N 18°52′39″E / 48.395109°N 18.877366°E.

## Înființare
Situl Sitno a fost declarat sit de importanță comunitară în aprilie 2004 pentru a proteja 1 specie de plante și 8 specii de animale. Situl a fost protejat și ca arie specială de conservare în martie 2004.

## Biodiversitate
Situată în ecoregiunea alpină, aria protejată conține 13 habitate naturale: Păduri panonice cu Quercus pubescens, Păduri de fag Asperulo-Fagetum, Păduri panonice cu Quercus petraea și Carpinus betulus, Păduri pe pante, grohotișuri și ravene de Tilio-Acerion, Grohotișuri silicioase medio-europene, la altitudine înaltă, Fânețe de joasă altitudine (Alopecurus pratensis, Sanguisorba officinalis), Pajiști stepice subpanonice, Păduri de fag Luzulo-Fagetum, Roci stâncoase cu vegetație pionieră de Sedo-Scleranthion sau Sedo albi-Veronicion dillenii, Păduri panonice-balcanice de stejar turcesc - stejar sesil, Pante stâncoase silicioase cu vegetație casmofită, Pajiști uscate seminaturale și facies de acoperire cu tufișuri pe substraturi calcaroase (Festuco-Brometalia) (* situri importante pentru orhidee), Tufărișuri subcontinentale peripanonice.
La baza desemnării sitului se află mai multe specii protejate:
- plante (1): sisinei (Pulsatilla grandis)
- amfibieni (1): izvoraș-cu-burta-galbenă (Bombina variegata)
- mamifere (3): liliac cârn (Barbastella barbastellus), râs eurasiatic (Lynx lynx), urs brun (Ursus arctos)
- nevertebrate (4): Cucujus cinnaberinus, Euplagia quadripunctaria, rădașcă (Lucanus cervus), gândacul de apă (Rhysodes sulcatus)

Pe lângă speciile protejate, pe teritoriul sitului au mai fost identificate 34 de specii de plante, 3 specii de amfibieni, 5 specii de mamifere, 2 specii de nevertebrate, 4 specii de reptile.